# Молочай голова Медузы
Молочай голова Медузы (лат. Euphorbia caput-medusae) — вид суккулентных растений рода Молочай (Euphorbia), семейства Молочайные (Euphorbiaceae), произрастающий на территории Капской провинции ЮАР.
Это раскидистый сочный кустарник или полукустарник, напоминающий голову Медузы, с розеткой узких змеевидных стеблей, которые исходят от короткого центрального каудекса. Размеры растения варьируют, иногда оно достигает более 1 м в диаметре, но обычно ширина составляет 40-70 см.

## Название
Род Euphorbia был назван в честь Эуфорба, придворного врача царя Мавритании Юбы II.
Видовой эпитет caput-medusae был дан из-за ветвей, расходящихся от утолщенного тела, которые напоминают змеиную голову Медузы Горгоны.

## Описание

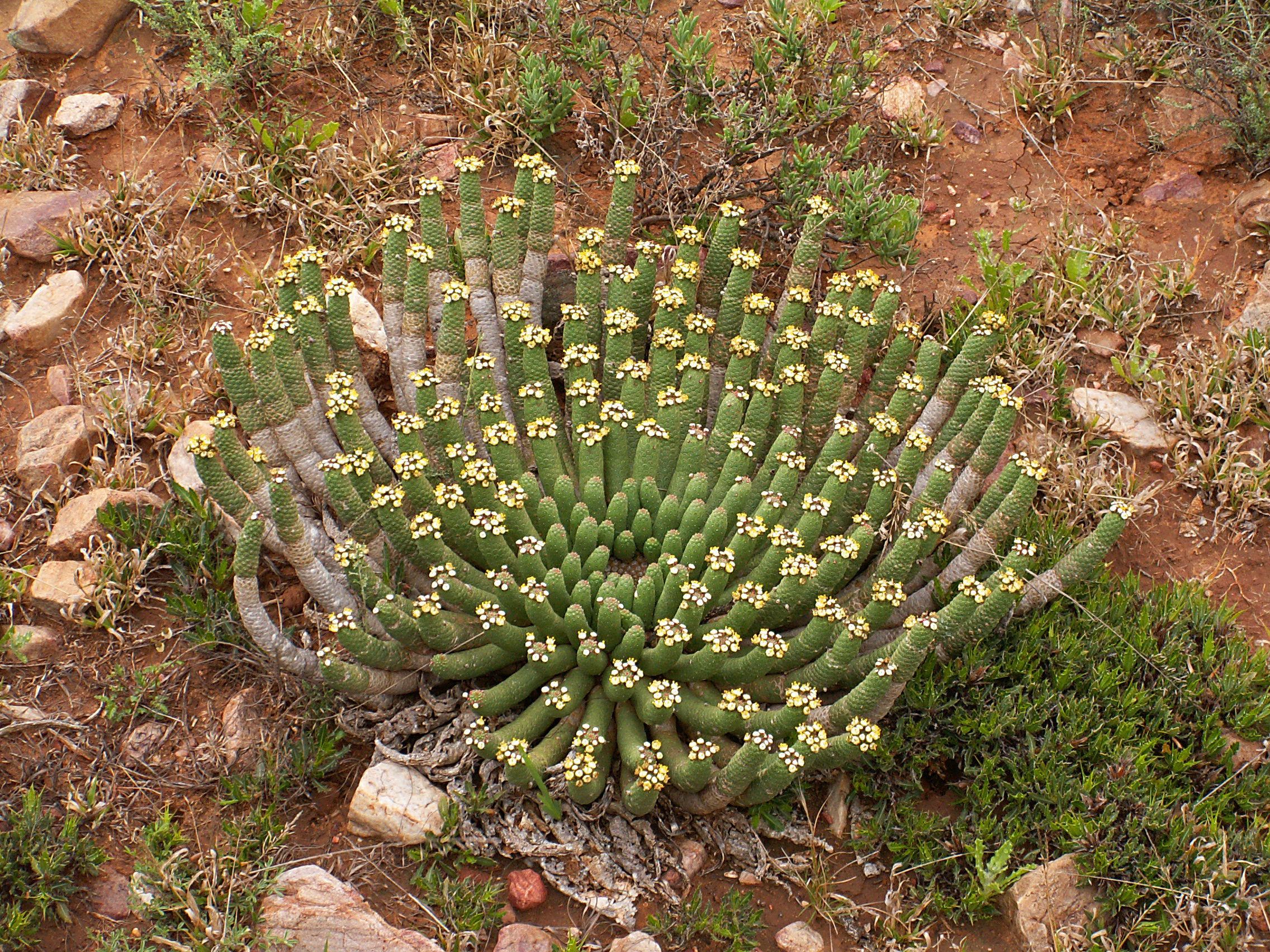
Габитус

Главный стебель частично погружен в землю и имеет шаровидную форму, сливаясь с мясистым стержневым корнем, диаметр которого может достигать до 20 см. Из центральной бугорчатой точки роста подвой распускает многочисленные скученные ветви, создающие впечатление пучка щупалец осьминога, которые переплетаются друг с другом и образуют бугристую полушаровидную подушку.
Ветви растения имеют цилиндрическую или немного цилиндро-булавовидную форму. Каждая ветвь прямостоячая и имеет длину от 18 до 75 см и диаметром от 10 до 30 мм. В центральной части ветвей есть мозаичные области с выступающими косо удлиненными бугорками шириной до 8 х 5 мм.
Листья линейные, острые или тупые, толщиной и мясистые. Сверху листья плоские или слегка вогнуто-желобчатые, снизу очень выпуклые или слегка килеватые. Они быстро опадают.
Цветки собраны в одиночные циатии, которые располагаются на концах ветвей в пазухах бугорков. Цветоносы имеют длину от 1 до 10 мм и окружены 5-7 маленькими прицветниками, которые затвердевают и сохраняются, образуя чашевидную обертку вокруг или под соцветием. Диаметр цветков составляет приблизительно 12 мм. Нектарные железы зеленые и блестящие, размером 4 х 6 мм, по краю разделены на 3-6 белых линейных цельных или зубчатых отростков, образующих бахрому вокруг отдельных мужских цветков, каждый из которых имеет одну тычинку, и один женский цветок с удлиненной цветоножкой; завязь сидячая.

## Таксономия

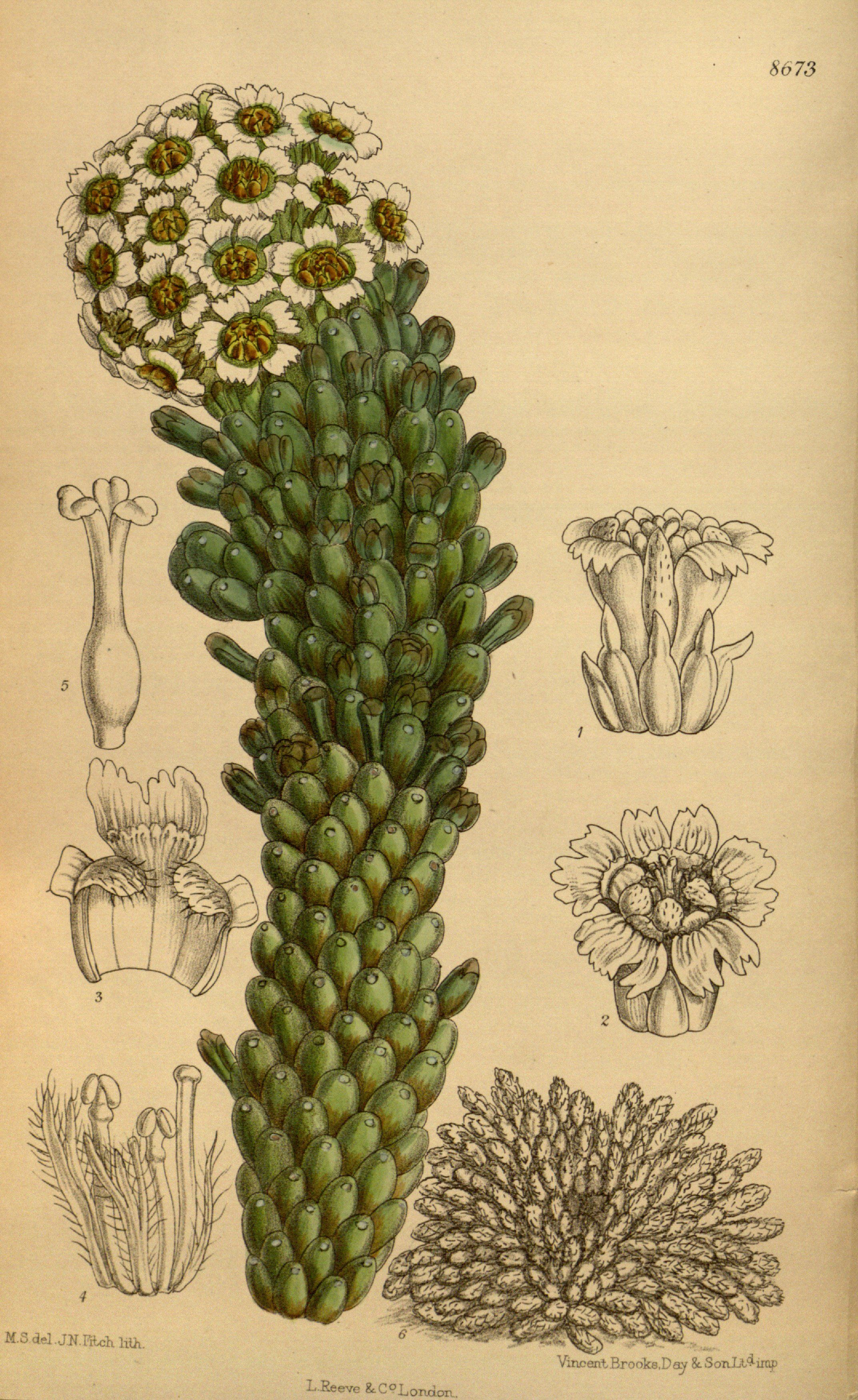
Иллюстрация в ботаническом журнале «Curtis’s Botanical Magazine»

Суккулент был завезен в Европу примерно в 1700 году и стал одним из первых растений, описанных Линнеем.
Euphorbia caput-medusae L., первое упоминание в Sp. Pl.: 452 (1753).

### Синонимы
Гетеротипные (основанные на разных номенклатурных типах):
- Euphorbia caput-medusae var. geminata Aiton (1789)
- Euphorbia caput-medusae var. major Aiton (1789)
- Euphorbia caput-medusae var. minor Aiton (1789)
- Euphorbia commelini DC. (1813)
- Euphorbia fructus-pini Mill. (1768)
- Euphorbia fructus-pini var. geminata (Aiton) Sweet (1826), not validly publ.
- Euphorbia geminata (Aiton) Marloth ex A.C.White, R.A.Dyer & B.Sloane (1941), nom. illeg.
- Euphorbia medusae Panz. (1788)
- Euphorbia parvimamma Boiss. (1862)
- Euphorbia tessellata (Haw.) Steud. (1821)
- Medusea fructus-pini (Mill.) Haw. (1812)
- Medusea major Haw. (1812)
- Medusea tessellata Haw. (1812)

## Выращивание

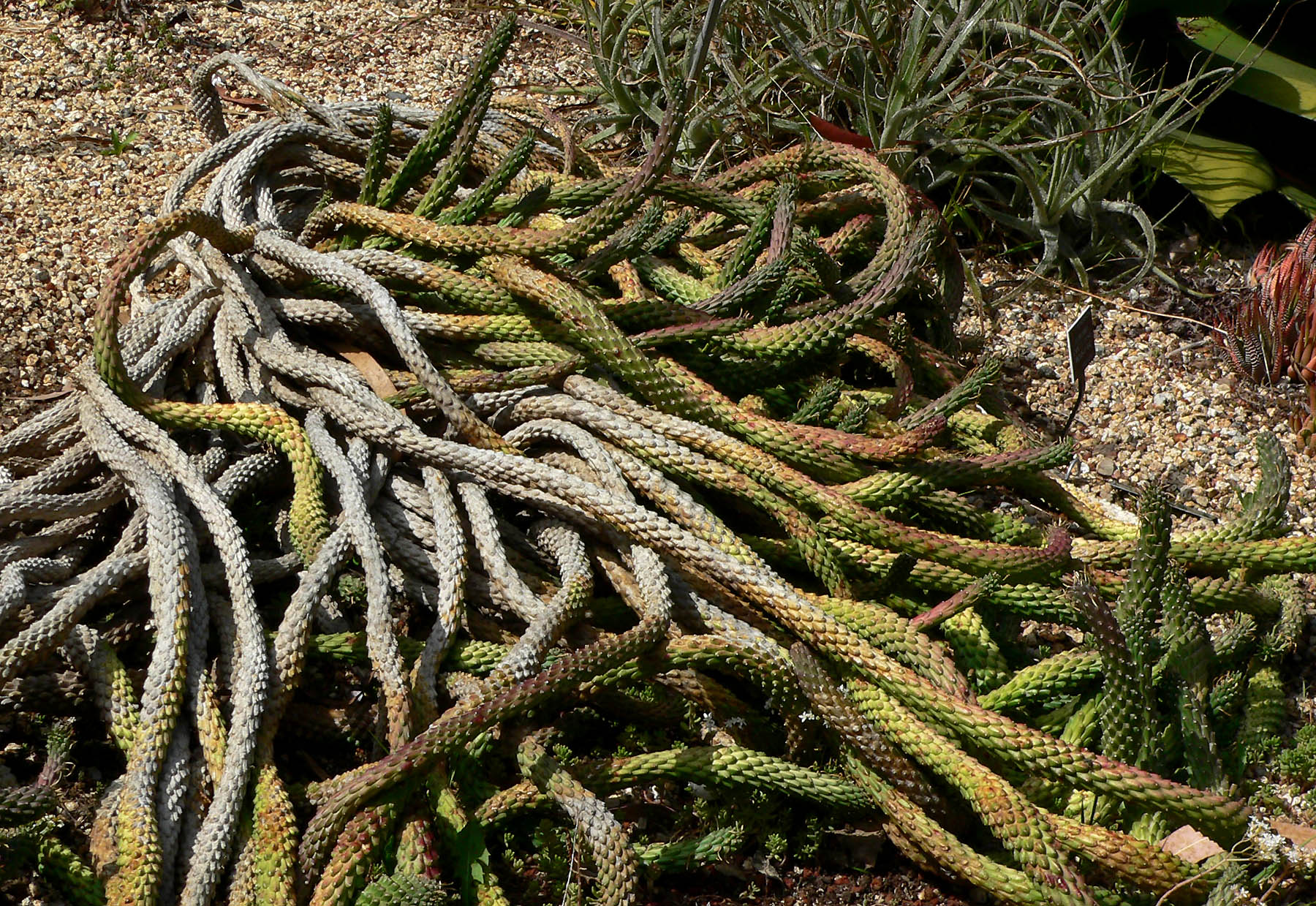
В ботаническом саду Сан-Франциско (San Francisco Botanical Garden)

При выращивании данного растения из семян, оно развивает крупный шаровидный каудекс, частично заглубленный в землю. От каудекса отходят многочисленные ветви, как у всех других видов данной группы. Однако, если взять черенок, шаровидный каудекс не образуется. Вместо этого получается странный боковой «пальчик», который не соответствует форме родителя и становится цилиндрическим или булавовидным стеблем, возвышающимся на несколько сантиметров или даже до 60 см над землей и образующим пучок ветвей наверху.